# After "Invisible Man" by Ralph Ellison, the Prologue
After "Invisible Man" by Ralph Ellison, the Prologue é uma fotografia colorida de Jeff Wall criada em 1999-2000. Tem as dimensões de 174 por 250,8 centímetros e é exibido em uma caixa de luz. A fotografia encenada pertence ao acervo do Museu de Arte Moderna de Nova Iorque.

## Descrição
A fotografia foi encenada em um estúdio de Vancouver, na Colúmbia Britânica, e é inspirada no prólogo do célebre romance do escritor afro-americano Ralph Ellison, Invisible Man (1952). O protagonista do romance mora em um porão de um prédio no Harlem, onde conectou todo o teto com 1.369 lâmpadas, cuja eletricidade é desviada ilegalmente. Wall se inspirou na descrição do romance e em sua própria imaginação. A fotografia retrata o protagonista anônimo do romance no conforto de seu porão, com diversas mercadorias, mal organizadas, mas onde se destaca a grande quantidade de iluminação.
Wall explicou:
"A imagem [...] deve superar o assunto e tornar sua fonte supérflua", "Aquele espectador, não tendo lido o livro e não pretendendo lê-lo, ainda desfrutando e apreciando a imagem pode ser considerado como tendo escrito sua ou seu próprio romance. A própria experiência e associações do espectador farão isso. Esses romances não escritos são uma forma na qual a experiência da arte é transportada para a vida cotidiana."